# Moschea Blu (Erevan)
La Moschea Blu (in armeno Կապույտ մզկիթ?, Kapuyt mzkit; in persiano, مسجد کبود, Masjed-e Kabud) è una moschea di Erevan, l'unica ad essere attiva in territorio armeno.

## Storia e descrizione
La regione di Erevan è stata posta sotto la giurisdizione di governanti musulmani sin dal Trecento, quando era sottoposta alle pressioni e incursioni del condottiero turco Tamerlano. A partire dal Cinquecento, e in particolare in seguito alla pace di Amasya (stipulata nel 1555), fino al Novecento, è stata una provincia di confine dell'Iran, a sua volta governata progressivamente dai Safavidi, dai Nadir Shah, Karim Khan Zand e infine dalla dinastia Qajar), per poi passare nelle mani dei Russi (trattati di Gulistān, 1813, e Turkmanciāi, 1828), seguendo le sorti dell’Impero russo ed entrando poi a far parte dell'Unione Sovietica.
Per l'anno esatto di costruzione della moschea Blu le fonti sono discordi, allorché sono proposte varie datazioni, tutte tuttavia ascrivibili approssimativamente alla metà del Settecento. Un viaggiatore in visita a Erevan nell'Ottocento, H.F.B. Lynch, riporta che la Moschea Blu era stata eretta durante il regno iraniano di Nadir Shah (1736–47) da Husayn Ali Khan. George Bournoutian indica Husayn Ali Khan come patrono dell'edificio, e colloca la costruzione di quest'ultimo tra gli anni 1762-83. Secondo la versione più attendibile di Vladimir M. Arutyunyan, invece, l'edificazione della moschea ebbe inizio nel 1760 e fu completata da Husayn Ali Khan nel 1764-68.
L'edificio era la maggiore moschea congregazionalista della città. Quando Erevan passò sotto il dominio russo nel 1827 nel corso della guerra russo-persiana, le autorità russe stimarono che si trattava della maggiore delle otto moschee allora operative in città. L'edificio planimetricamente si strutturava nella sala maggiore di preghiera, affiancata da una biblioteca, e da una madrasa articolata in ventotto celle disposte intorno a un cortile, per un'estensione totale di settemila metri quadri. Vi è un unico minareto posto vicino all'ingresso.
A causa delle politiche secolariste del governo sovietico, fermo nel voler condurre il paese a una cultura più laica, a partire dal 1931 la Moschea cessò di celebrare servizi liturgici e venne riconvertita in un museo, il Museo della Città di Erevan. Con la dissoluzione dell'Unione Sovietica, nel corso degli anni 1990 la moschea fu sottoposta a un radicale ripristino, finanziato dal governo iraniano e giudicato da Brady Kiesling come «strutturalmente necessario ma esteticamente ambiguo»: questo intervento di restauro, infatti, suscitò varie perplessità anche nella repubblica dell'Azerbaijan. Malgrado ciò, oggi il sito è di nuovo disponibile per il culto della religione islamica, divenendo quindi l'unica moschea operativa in tutta l'Armenia: il museo della città di Erevan ha trovato sede in un altro edificio, appositamente costruito.
La proprietà della moschea fu passata all'Iran nel 1995 dalle autorità cittadine di Erevan: nel dicembre 2015 il governo armeno ha deciso di estendere tale titolarità iraniana per altri novantanove anni.

## Galleria d'immagini

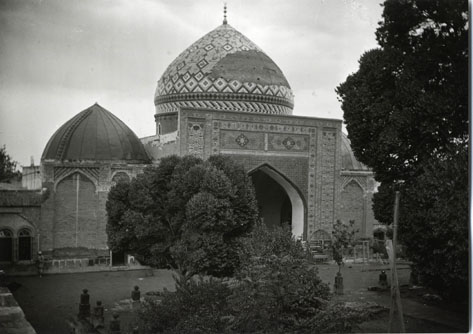
La Moschea Blu di Erevan vista dal cortile verso la sala di preghiera
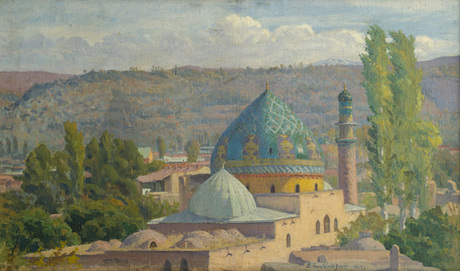
Olio su tela di Panos Terlemezian, 1917
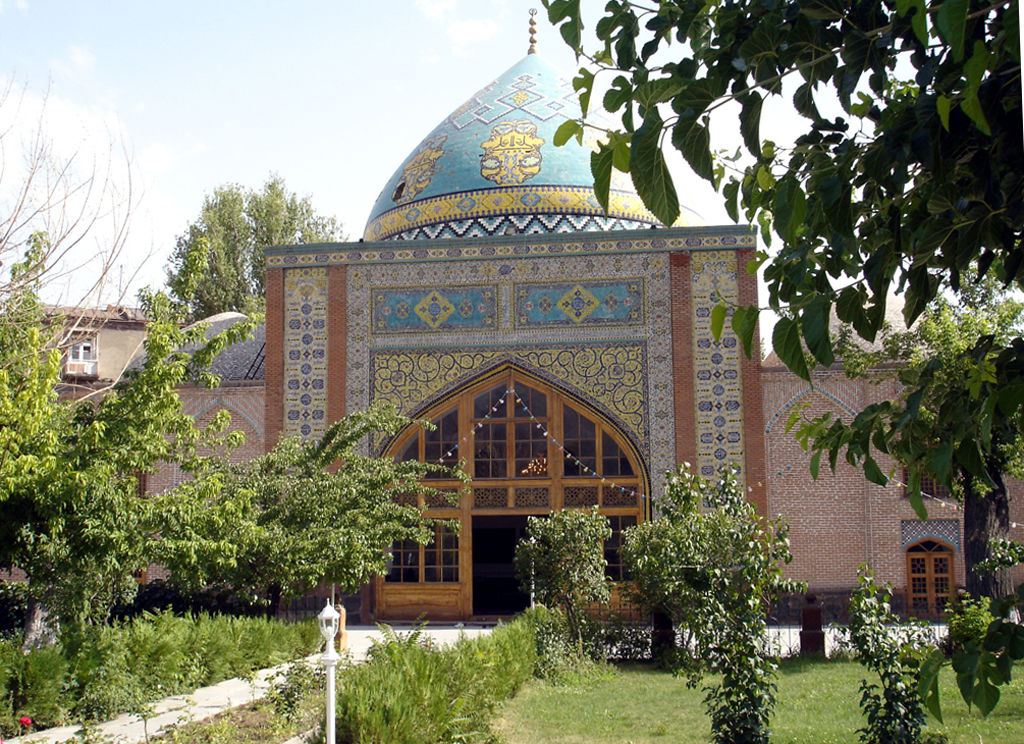
Ingresso e cupola
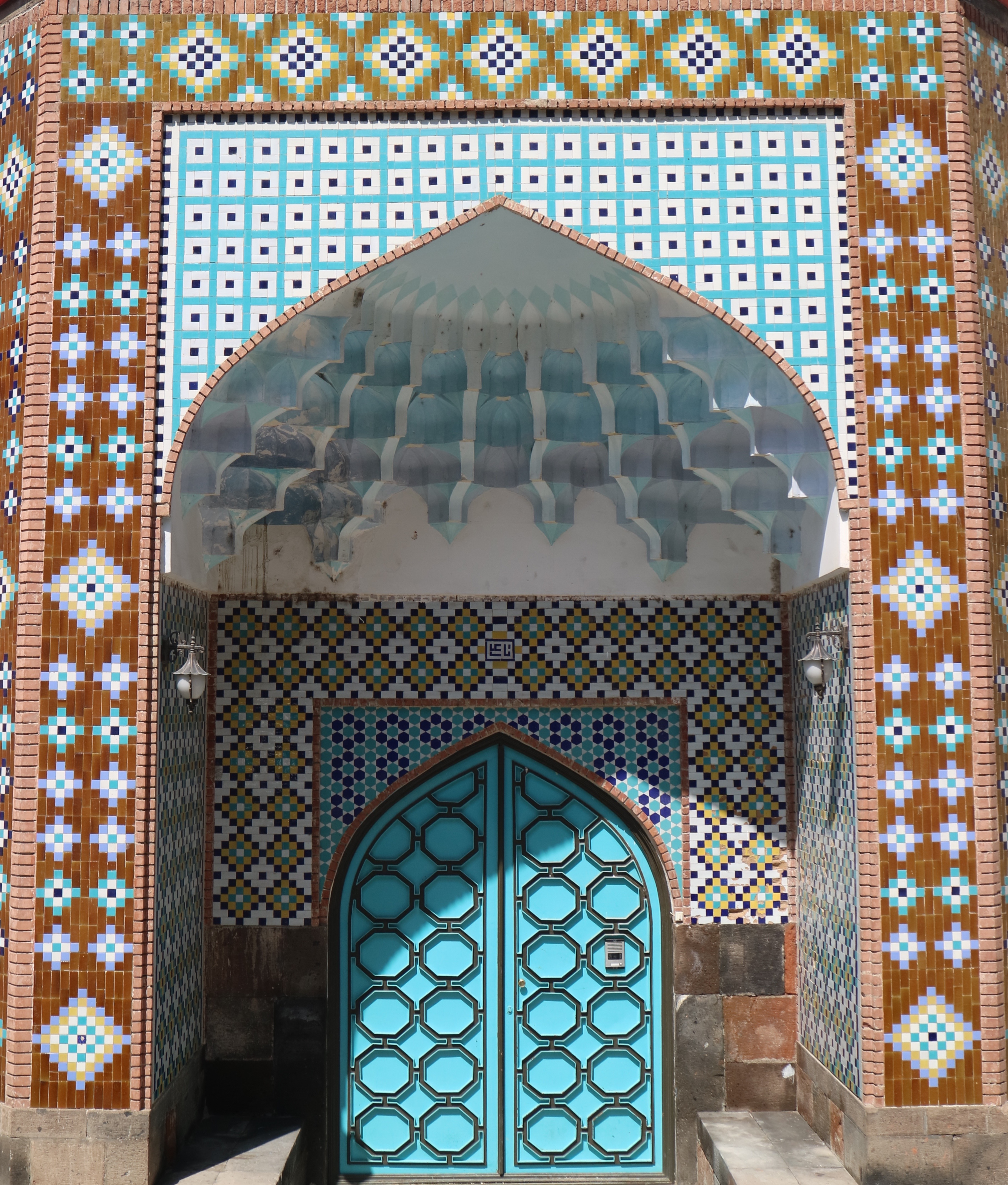
Ingresso
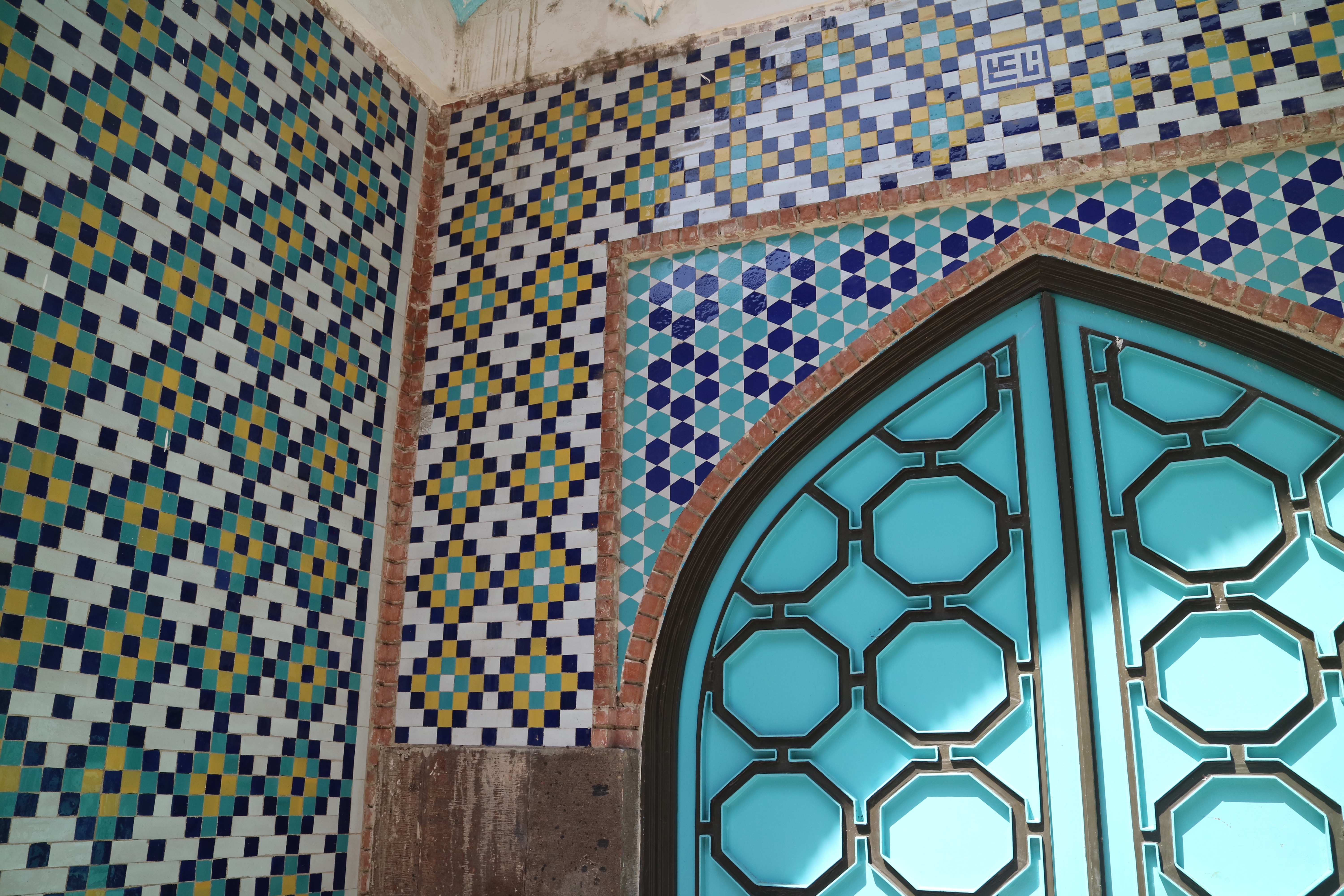
Ingresso, dettagli
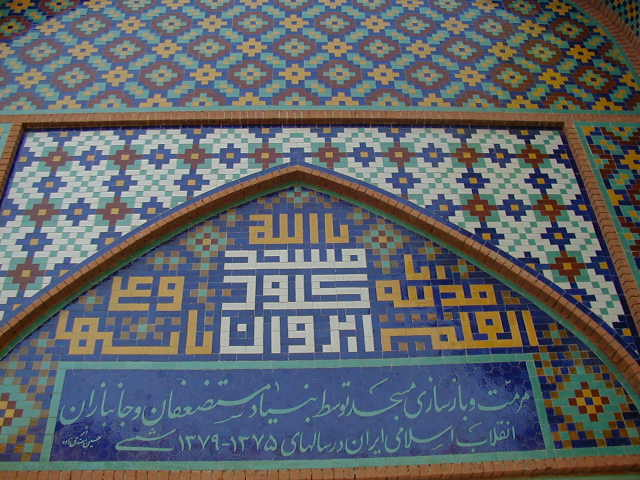
Ingresso secondario della Moschea Blu di Erevan, aggiunto nel tardo Ottocento
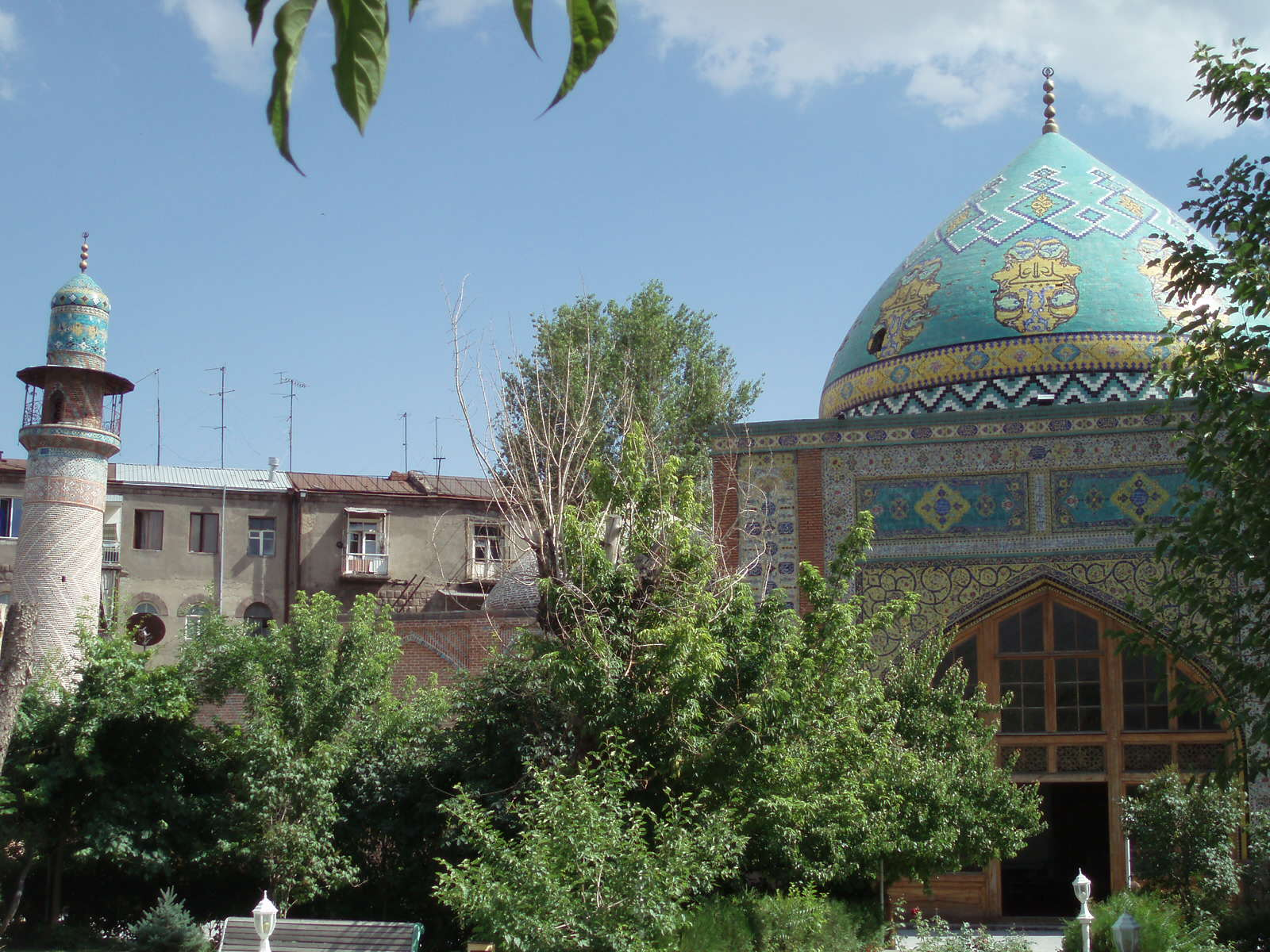
Altra foto della Moschea
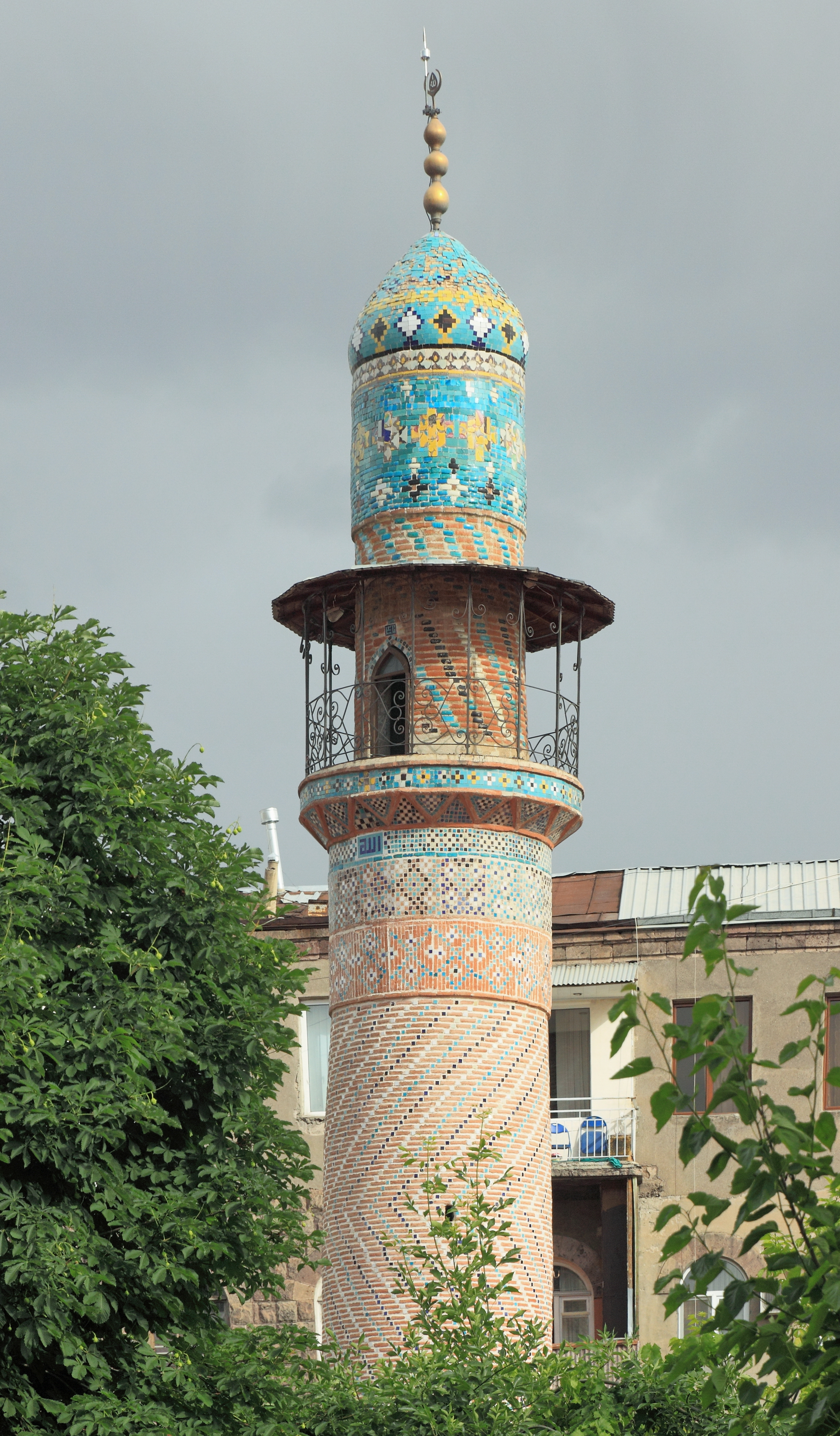
Minareto
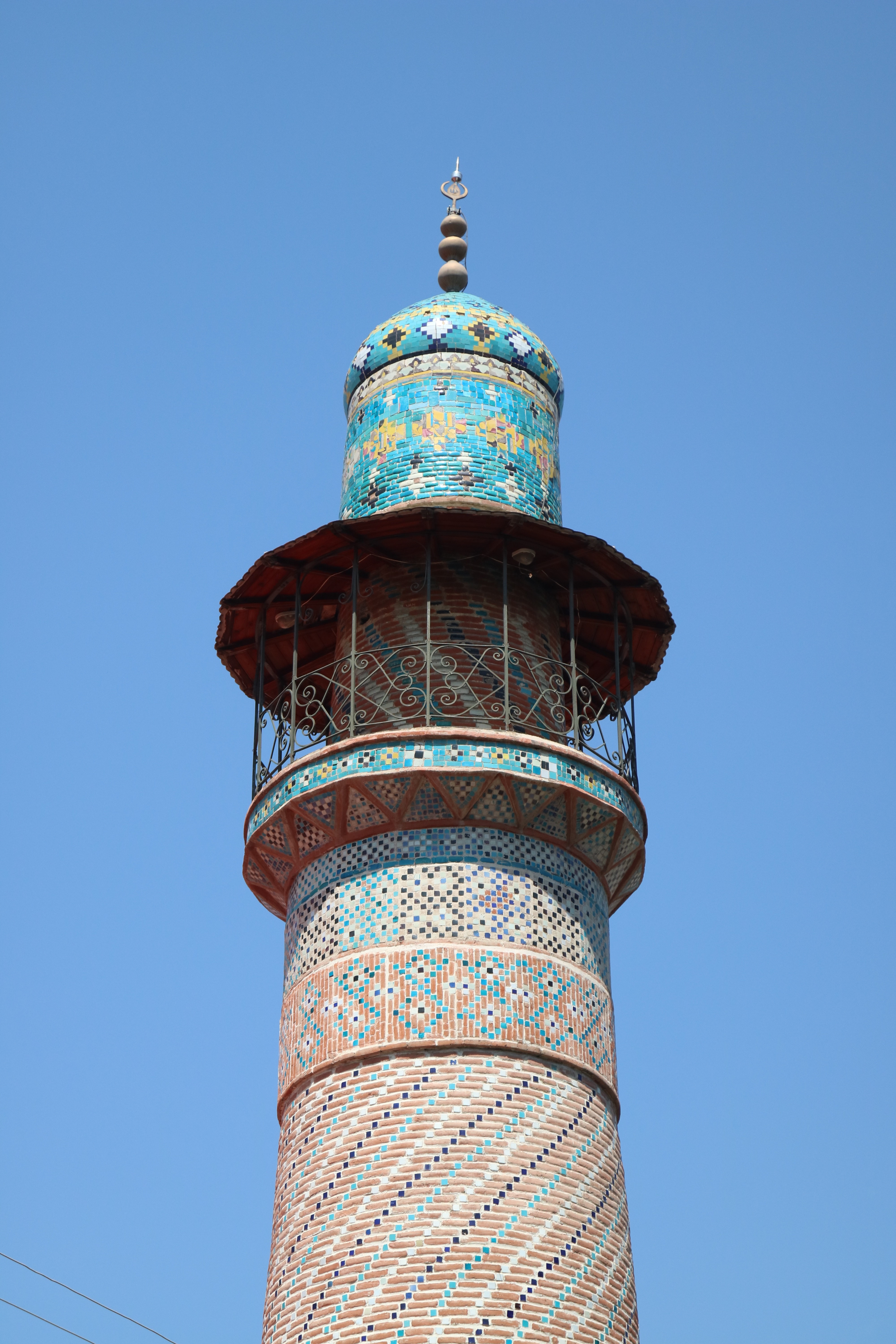
Minareto, vista ravvicinata
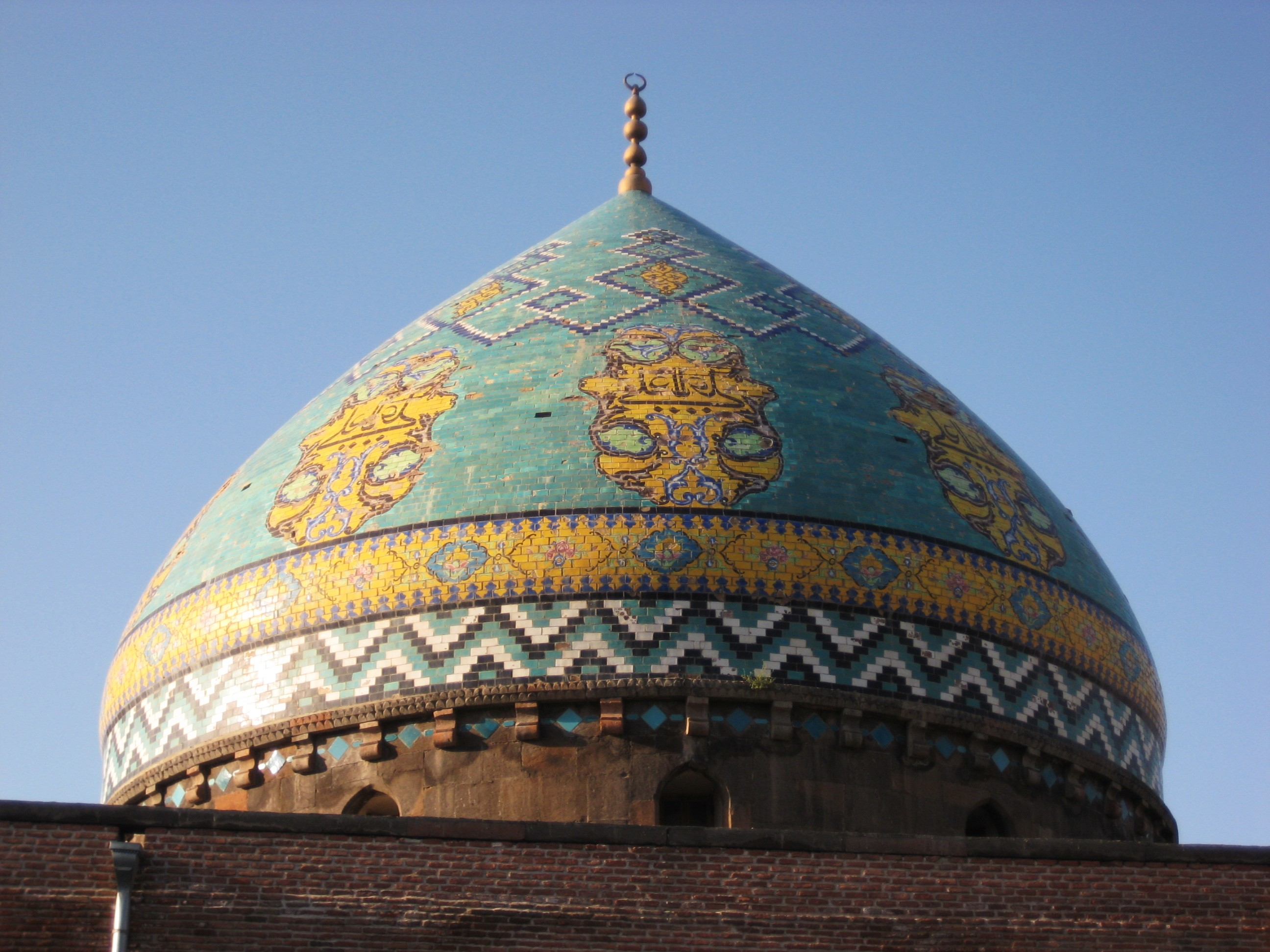
Cupola, vista ravvicinata
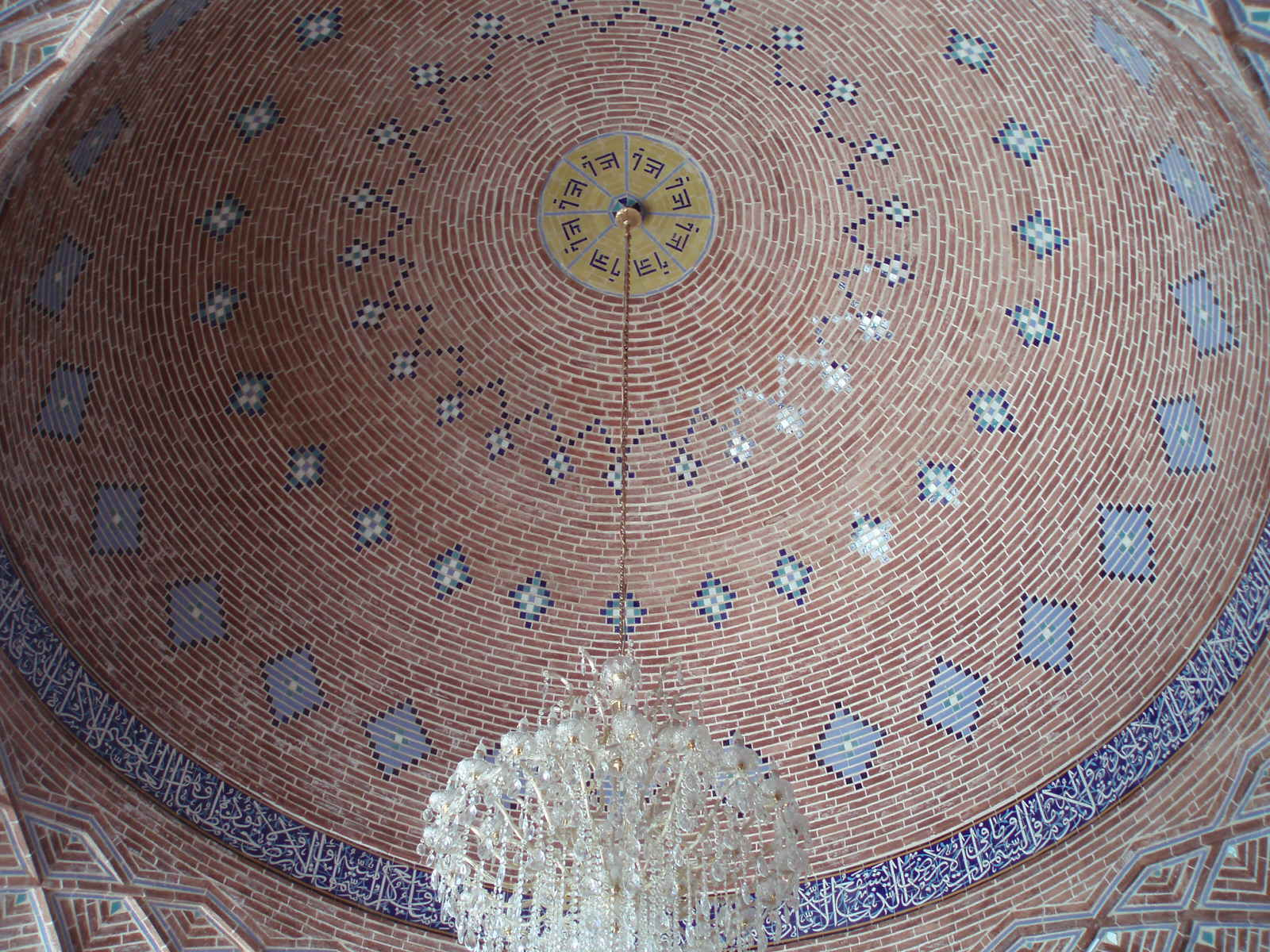
Veduta interna della cupola
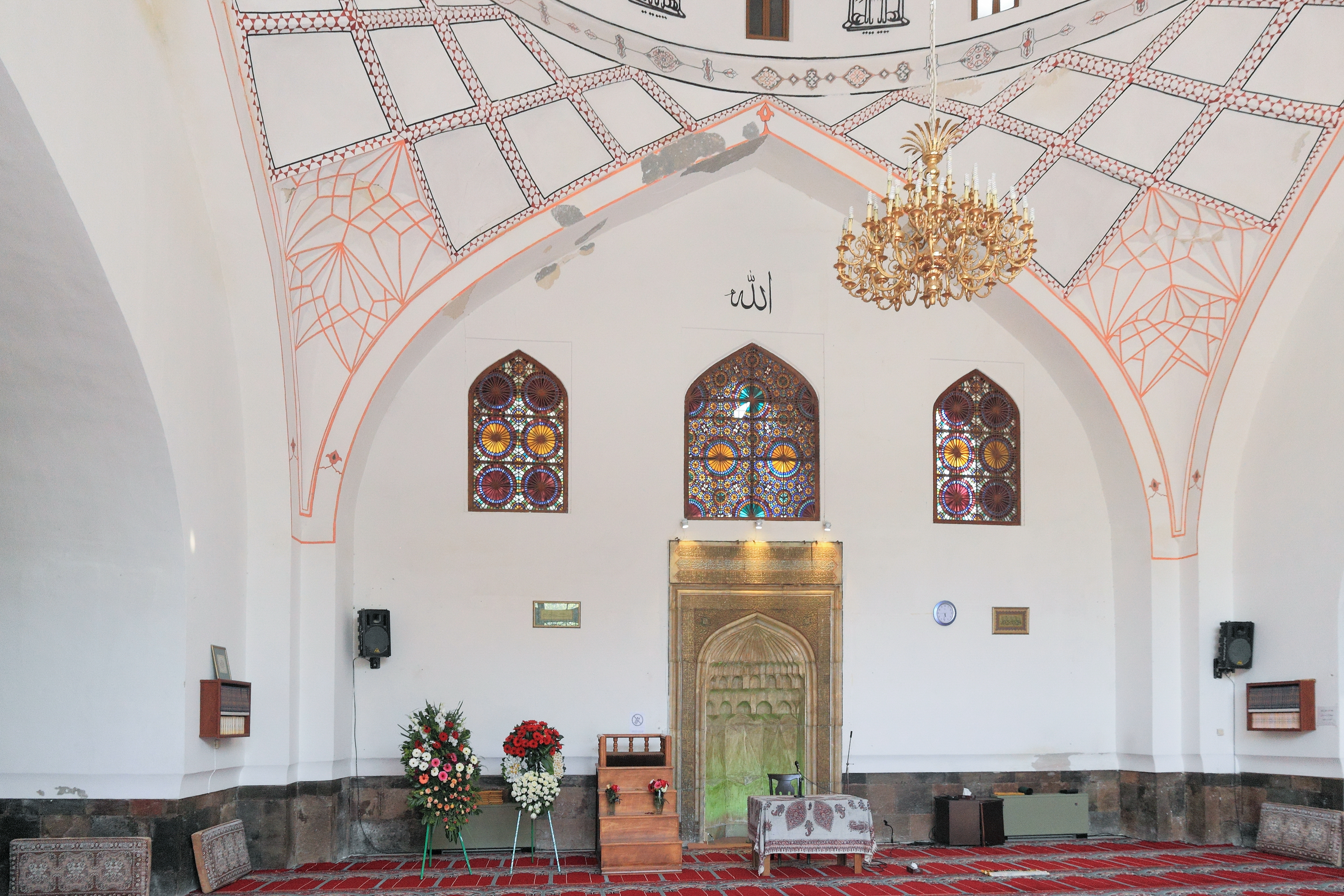
Interni
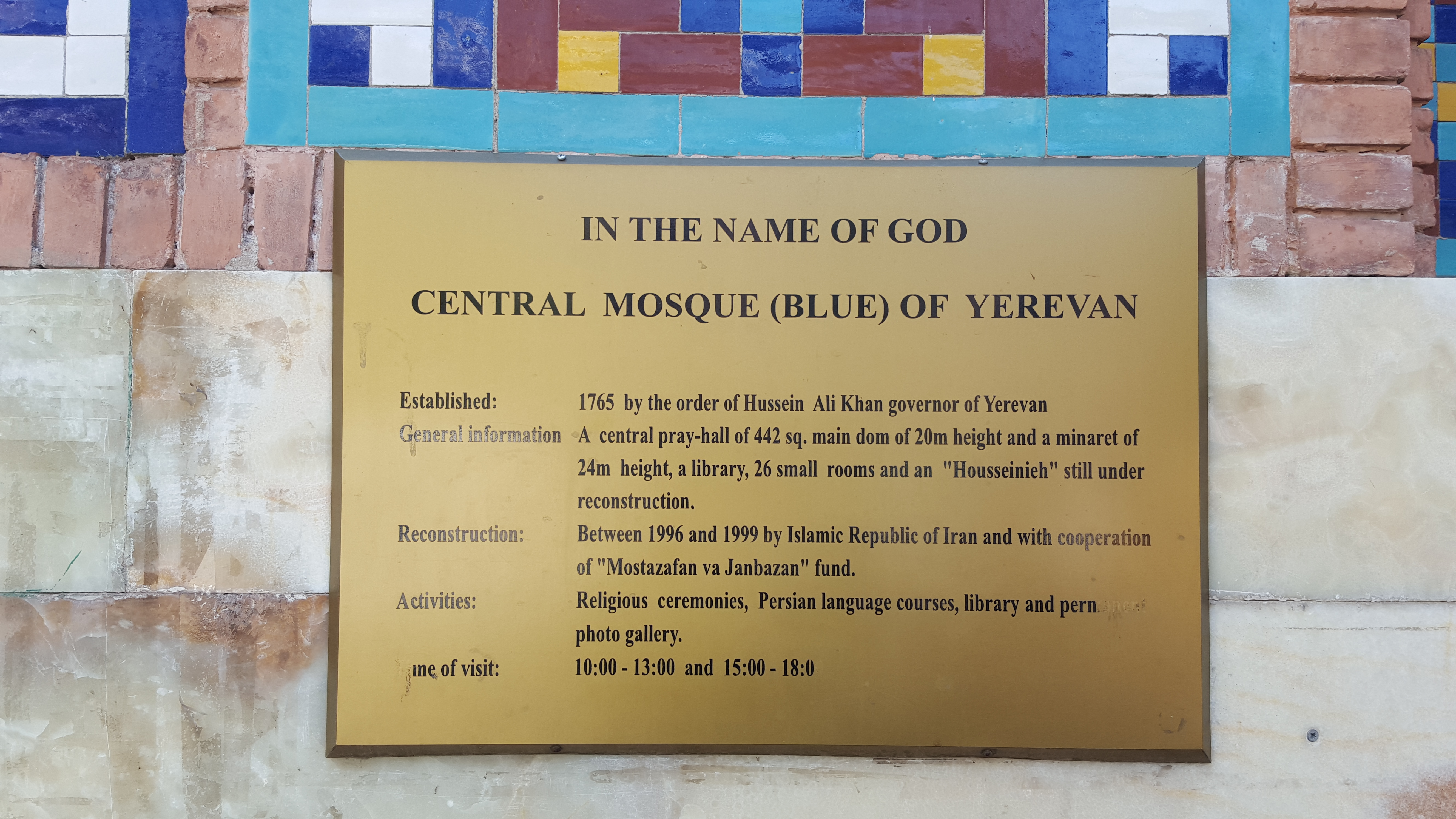
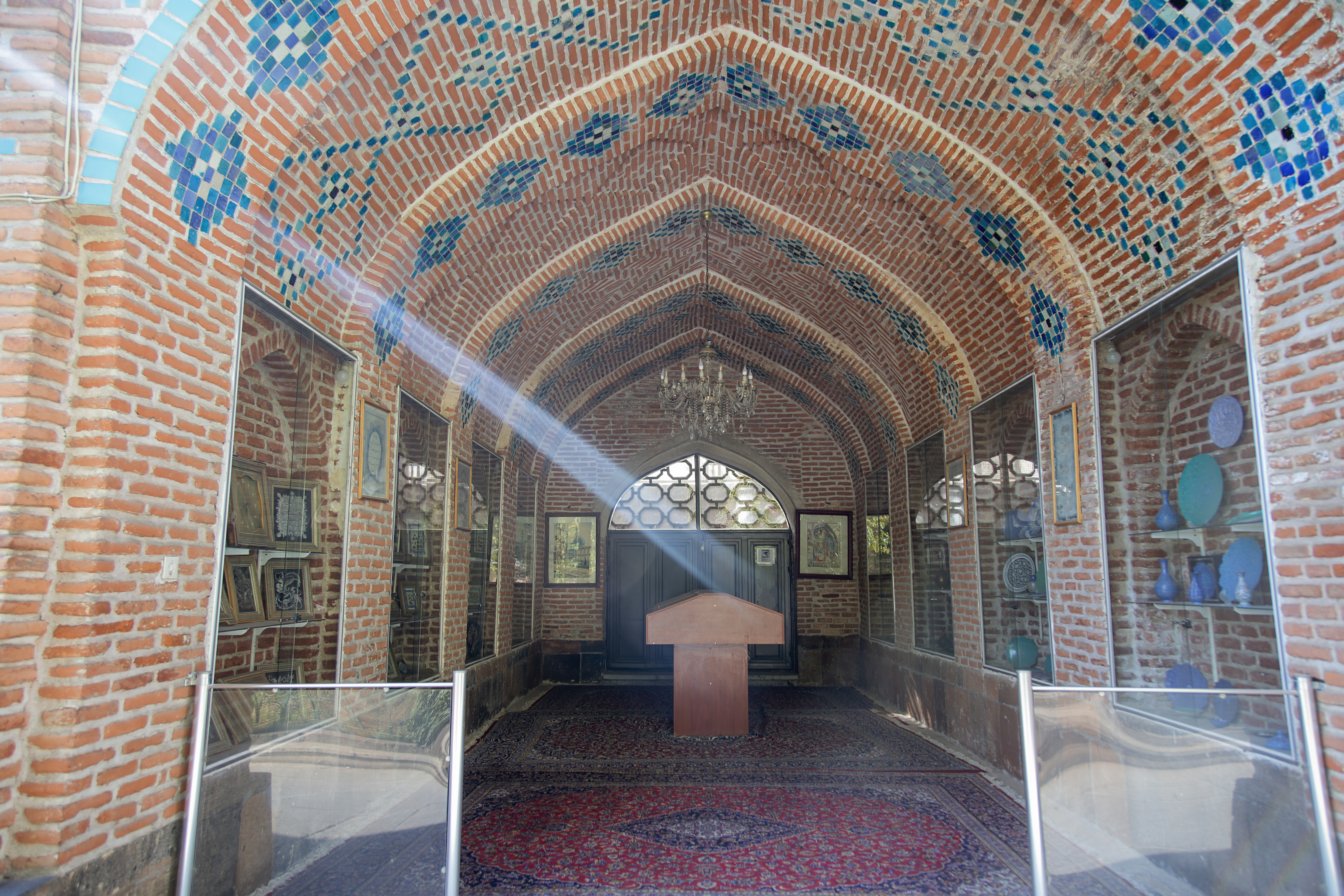
Edificio all'interno del cortile della Moschea Blu (Erevan)